# Ambassade de Russie en Chine
L'ambassade de Russie en Chine est la représentation diplomatique de la fédération de Russie auprès de la république populaire de Chine. Elle est située dans le district de Dongcheng à Pékin, capitale du pays, et son ambassadeur est, depuis le 23 avril 2013, Andreï Denissov.

## Ambassade
L'ambassade de Russie en Chine est l'une des rares représentations diplomatiques installées à l'intérieur du deuxième périphérique de Pékin, dans le nord-est du district de Dongcheng, la plupart des ambassades à Pékin se trouvant dans le district voisin de Chaoyang, entre le deuxième et le quatrième périphérique. Installée dans un grand parc privé, elle se situe dans le sous-district de Beixinqiao, à proximité du Temple de Yonghe et du carrefour de Dongzhimen.